# 広瀬村 (宮城県)
広瀬村（ひろせむら）は、1889年から1955年まで宮城県宮城郡の北西部にあった村である。1955年2月1日に大沢村と合併して宮城村の一部となり、宮城町を経て現在は仙台市青葉区の一部である。
この項目の記載事項は広瀬村の存続期間にあたる1889年から1955年までに限る。他の時期について含めた解説は、宮城町と青葉区 (仙台市) を参照されたい。

## 地理
村域は東西に長く、広瀬川の上・中流域右岸にあたる。江戸時代から続く5つの村が1889年（明治22年）に合併し、村を流れる川から名をとって広瀬村とした。広瀬川の上流からみると、最上流域が作並村、それより下る左岸に熊ヶ根村、右岸に渡って実質的に一体の上愛子村と下愛子村、最後が広瀬川の左岸に渡って郷六村である。
概略、広瀬川の上・中流域の右岸（南岸）が広瀬村、左岸（北岸）が大沢村であった。しかし広瀬村で左岸側に張り出した箇所も多く、作並で両岸まとめた地区、熊ヶ根と郷六は広瀬川左岸の地区である。また、名取川流域を占める名取郡の一部が広瀬川流域に張り出した箇所があり、熊ヶ根では広瀬川そのものが、それより西では広瀬川支流の新川川が、名取郡秋保村との境界になっていた。
村の中心は愛子にあり、村役場もここに置かれた。
- 山 - 鎌倉山 (519m)、五ツ森 (349m)、蕃山 (373m)、権現森 (314m)
- 川 - 広瀬川、青下川、斉勝川
- 湖沼 - サイカチ沼、月山池

## 歴史
1889年（明治22年）4月1日に、作並村、熊ヶ根村、上愛子村、下愛子村、郷六村の5つの村と、名取郡長袋村字白沢及道半の内をもって、広瀬村が作られた。村の名は広瀬川からとったもので、これ以前にこの地域が「広瀬」と呼ばれたことはない。村役場は下愛子におかれた。
これより前、1880年（明治13年）に郷六外六ヶ村戸長役場が置かれたときには、後の大沢村にあたる芋沢村と大倉村がその管轄に含まれていた。後の宮城村にほぼ相当する。両村が分かれたのは、川越えや川沿いの往来よりも山越えの方がしばしば便利だった時代の歴史的背景があり、広瀬川両岸あわせての合併は必然とまではいかなかった。広瀬村を構成した5村には、作並街道（現在の国道48号に相当）沿いという共通点があった。
1953年（昭和28年）に公布された町村合併促進法のもとで、宮城県は広瀬村と大沢村を合併し、これに秋保村（後の秋保町）から新川地区と奥新川地区を割いてあわせるという案を作成した。これに従って1954年に広瀬村と大沢村は合併を決めた。このとき広瀬村の住民は地理的に近い新川・奥新川の編入には賛成だったが、大沢村との合併には消極的だった。1955年2月1日に合併が成って宮城村が成立すると、広瀬村は消滅した。

## 人口
広瀬村成立時、1889年（明治22年）の人口は2668人であった。国勢調査がはじまった1920年（大正9年）の人口は3829人で、1925年（大正14年）には3897人になった。

## 行政

### 村長[4]
1. 庄子三之助 1889年（明治22年）4月 - 1892年（明治25年）4月17日
2. 石垣彦太郎 1892年（明治25年）5月 - 1895年（明治28年）3月31日
3. 庄子寅五郎 1895年（明治28年）4月8日 - 1906年（明治39年）12月15日
4. 森田多蔵 1907年（明治40年）2月7日 - 1919年（大正8年）11月13日
5. 岩松亥之助 1920年（大正9年）3月26日 - 1920年（大正10年）4月9日
6. 高橋与一 1920年（大正10年）5月12日 - 1927年（昭和2年）3月7日
7. 森田多蔵 1927年（昭和2年）6月29日 - 1931年（昭和6年）6月28日
8. 高橋与一 1931年（昭和6年）6月29日 - 1934年（昭和9年）3月3日
9. 庄子菊松 1934年（昭和9年）4月7日 - 1938年（昭和13年）4月6日
10. 宮野教元 1938年（昭和13年）4月7日 - 1940年（昭和15年）7月18日
11. 石垣彦左衛門 1940年（昭和15年）10月22日 - 1947年（昭和22年）1月31日
12. 庄子長吉 1947年（昭和22年）4月10日 - 1951年（昭和26年）4月4日
13. 庄子平治 1951年（昭和26年）4月26日 - 1955年（昭和30年）1月31日

## 産業
山林の面積が広く、江戸時代から林業が盛んであった。1921年（大正10年）に林野の7割が国有林であった。用材を切り出したほか、薪と木炭を豊かに産した。林業は20世紀後半になると衰退した。
農業においては、地形と用水の制限から畑作の比率が高かったが、なお米の作付面積も広かった。しかし、東北地方の山間は米作には厳しい条件で、凶作時の被害が深刻であった。例えば1903年（明治36年）に広瀬村では3614石の収穫があったが、2年後には129石しか取れなかった。それでも明治時代以降収量はしだいに増加し、冷害への耐性も増していった。米以外の作物としては、1921年（大正10年）の統計によれば大麦と大豆が多く、小豆、大根その他が作られた。果樹には柿と梅があった。養蚕も行われた。
20世紀前半まで馬の飼育が盛んで、1921年（大正10年）には160頭の馬がいた。牛はいなかった。後に馬は姿を消した。
合併で宮城町になる1955年までは、農具、菓子、筆、箒、藁製品など小規模の手工業的なものがあっただけで、大きな工場は立地しなかった。

## 教育

### 高等学校
1952年（昭和27年）に、宮城県農業高等学校の広瀬分校が広瀬中学校の中に設けられた。この分校は広瀬村が廃止された後の1964年（昭和39年）に廃止された。
- 宮城県農業高等学校広瀬分校

### 中学校
村の唯一の中学校は、1947年（昭和22年）に設けられた広瀬中学校であった。はじめ広瀬小学校の中に設けられ、同年中に下愛子の新校舎に移転した。
- 広瀬中学校

### 小学校
1873年（明治6年）に創設された最初の小学校は、愛子小学校と作並小学校で、1879年（明治12年）には上愛子小学校が作られた。その後曲折があって、広瀬村が成立した1889年（明治22年）には愛子小学校の1校に作並・上愛子・郷六の分教場（後に分校）が置かれる体制になっていた。その年に愛子小学校は合併にあわせて広瀬小学校と改称した。郷六分教場は1928年（昭和3年）に廃止された。1941年（昭和16年）から1948年（昭和23年）まで小学校は国民学校と称したが、その時期の1942年（昭和17年）に上愛子国民学校が独立した。1948年（昭和23年）に作並小学校が独立した。
- 広瀬小学校（愛子小学校）
- 作並小学校
- 上愛子小学校

## 交通

### 鉄道
1929年に仙台駅から愛子駅までで開業をはじめた鉄道の仙山線は、1937年に仙台・山形間の全線が開通した。広瀬村には5つの駅が置かれた。
日本国有鉄道（現・JR東日本） 仙山線: 陸前落合駅 - 愛子駅 - 陸前白沢駅 - 八ツ森駅 - 奥新川駅

### 道路
江戸時代と明治時代には仙台と山形を結ぶ街道として、作並街道（関山街道）が重要であった。国道48号がその後継である。